# Midtown Madness 3
Midtown Madness 3 è un videogioco di guida open World sviluppato da DICE e pubblicato da Microsoft.
È stato rilasciato per Xbox in Nord America il 17 giugno 2003, in Europa il 27 giugno 2003 e in Giappone il 7 agosto 2003. La versione per telefono cellulare sviluppata da BeTomorrow e pubblicata da In-Fusio è stata pubblicata il 13 novembre 2004. È il terzo capitolo della serie Midtown Madness che comprende anche Midtown Madness e Midtown Madness 2.

## Ambientazione
Il gioco è ambientato a Washington e Parigi nella versione console, mentre nella versione per telefono cellulare è presente solo Parigi.
Le città sono riprodotte molto fedelmente, basti pensare che sono presenti molti degli edifici e luoghi più famosi: la Casa Bianca, il Jefferson Memorial, il Lincoln Memorial e il Monumento a Washington. Si possono inoltre trovare: la Torre Eiffel, il Museo del Louvre, Place de la Concorde e l'Arc de Triomphe.

## Modalità di gioco

### Giocatore Singolo
Nella modalità Giocatore Singolo si possono trovare Missioni, Gare Blitz, Gare a Checkpoint o Giro Libero:
- In modalità Missione il Giocatore dovrà svolgere vari lavori a Washington (Fattorino delle pizze, autista a noleggio, autista di Limousine, venditore d'auto, stuntman, agente di Polizia ed investigatore privato) e a Parigi (Ragazzo delle consegne, autista di taxi, autista, guardia Giurata, autista di ambulanze, ufficiale di polizia, agente segreto) per completare la storia principale.
- In modalità Blitz si dovrà passare attraverso tutti i checkpoint entro lo scadere del tempo.
- In modalità Checkpoint si dovrà gareggiare contro avversari controllati dal Computer ed arrivare primo.
- In modalità Giro Libero si potrà scorrazzare per la città liberamente senza nessun obbligo. In questa modalità si potranno scegliere la densità dei pedoni, del traffico e della polizia, cambiare l'ora del giorno, la stagione e raccogliere nuove verniciture sparse per la città.

### Multigiocatore
in modalità Multigiocatore si potrà giocare online usando Xbox Live oppure a schermo condiviso (2 giocatori). Sono presenti varie modalità tra cui:
- Caccia all'Oro: un giocatore dovrà cercare di prendere l'oro (che sarà nascosto nella mappa) e portarlo alla sua base mentre gli altri dovranno impedirglielo.
- Gara a Checkpoint: i giocatori gareggiano attraverso un percorso a checkpoint per arrivare al primo posto.
- Giro Libero: i giocatori sono liberi di scorrazzare per la città.
- Cacciatore: Un giocatore inizia come "cacciatore" mentre tutti gli altri sono "prede". Ogni volta che una di queste viene catturata, si trasforma in cacciatore. L'ultima preda rimasta in gioco vince.
- La Grande Fuga: un giocatore comincia come "fuggitivo" ed ha con sé un oggetto (Coniglio) che gli avversari cercheranno di prendere, toccandolo. Vince chi tiene l'oggetto per più tempo.
- Inseguitore: un giocatore partirà come "inseguitore" e dovrà toccare gli altri per "cedergli" l'incarico. Se l'inseguitore non riesce a toccare un veicolo avversario viene eliminato. Vince l'ultimo che rimane in gioco.

## Veicoli
Nel gioco sono presenti 34 veicoli, qui elencati:
- Opel Astra
- Renault 5
- Volkswagen New Beetle RSI
- Ford Crown Victoria Police Interceptor
- Hummer H2
- Cadillac Escalade
- Ambulanza
- Lincoln Town Car (Limousine)
- Mini Cooper S
- Chevrolet SSR
- Saab 9-3 Turbo
- Chrysler Crossfire

- Audi S4 Avant
- 1967 Ford Mustang 2+2 Fastback
- Chevrolet Corvette Z06
- Dodge Viper SRT-10
- Audi TT
- Lotus Esprit V8
- Koenigsegg CC8S
- Chrysler PT Cruiser
- Autobus (Parigi)
- Autopompa
- Autobetoniera
- Portavalori

- Autobus (Washington D.C.)
- Macchina della Polizia (Parigi)
- Autocompattatore
- Taxi (Washington D.C.)
- Taxi (Parigi)
- Freightliner Century Class S/T
- Smart Fortwo (W450)
- Cadillac Eldorado Seville
- Serpent MkII
- ASP

## Compatibilità
Il gioco non è tuttora compatibile con Xbox 360.